# Ofensiva en el norte de Chad de 2021
La ofensiva del norte de Chad fue iniciada por el grupo rebelde Frente para la Alternancia y la Concordia en Chad (FACT) el 11 de abril de 2021.  Comenzó en la región de Tibesti, en el norte del país, tras las elecciones presidenciales de Chad de 2021. El presidente Idriss Déby fue asesinado durante la ofensiva el 20 de abril.

## Antecedentes
Se esperaba que Idriss Déby, un aliado de las potencias occidentales, extendiera su mandato de 30 años en el poder.  La Comisión Electoral Nacional Independiente (CENI) había indicado que Déby había tomado una gran ventaja con el 30% de los votos emitidos aún por contabiliza. Déby ganó todos menos uno de los departamentos del país. Al no reconocer los resultados, la oposición había llamado a boicotear las elecciones del 11 de abril con Yacine Abderaman Sakine del Partido Reformista negándose a conceder la victoria a Déby. Se esperan resultados preliminares para el 25 de abril. Déby fue visto en Europa y Estados Unidos como un aliado en la lucha contra la insurgencia de Boko Haram y otro terrorismo en África Occidental y Central.
El día de las elecciones, el grupo con sede en Libia el Frente para la Alternancia y la Concordia en Chad (FACT) lanzó un ataque contra un puesto militar fronterizo. FACT está bajo la protección de un señor de la guerra libio, el Mariscal de campo Jalifa Hafter, y a menudo choca con el Ejército de Chad.

## Eventos
Después del ataque fronterizo del 11 de abril, las fuerzas de FACT entraron al país en convoyes y se enfrentaron con el ejército en varias ciudades y pueblos y se dirigieron hacia N'Djamena, la capital de Chad. Como resultado de la creciente inestabilidad, Estados Unidos y el Reino Unido retiraron al personal diplomático del país. El 19 de abril, FACT afirmó haber tomado el control de la antigua prefectura de Borkou-Ennedi-Tibesti.
Al 19 de abril de 2021, continuaron los enfrentamientos entre las fuerzas de FACT y elementos de las Fuerzas Armadas de Chad. Las fuerzas de FACT reclamaron la independencia en la parte norte de la región de Tibesti. Según los informes, al menos 300 combatientes del FACT murieron en los enfrentamientos, mientras que al menos cinco soldados chadianos también murieron durante el enfrentamiento, lo que aumentó la tensión política en el país . El ejército dijo el 19 de abril que habían "destruido por completo" los convoyes FACT que se dirigían a la capital. Un portavoz del ejército dijo que los convoyes fueron "diezmados" en la provincia norteña de Kanem. Después de los enfrentamientos, el general Azem Bermandoa Agouna de las Fuerzas Armadas de Chad afirmó que el ejército había capturado a 150 combatientes del FACT y también informó de 36 soldados chadianos heridos. 
El 19 de abril de 2021, el presidente Idriss Déby fue asesinado en el frente. Su hijo Mahamat Déby Itno lo sucedió como jefe del Consejo Militar de Transición de Chad. Los rebeldes prometieron continuar su ofensiva en la capital tras la muerte de Déby.
Al día siguiente, los rebeldes de FACT defendieron su campaña hacia la capital de Chad, N'Djamena, y rechazaron la junta militar de transición dirigida por el hijo de Déby como el gobierno legítimo de Chad. Aunque las tiendas y otras instalaciones permanecieron abiertas, se informó que muchos civiles optaron por quedarse en casa en medio de los crecientes temores de conflicto. Los políticos de la oposición también pidieron al hijo de Déby, Mahamat Déby Itno, una rápida transición civil.

## Reacciones
Las reacciones a la muerte de Déby incluyeron la condena de la violencia en curso en Chad, además de las condolencias. Las reacciones vinieron de la Unión Africana, la Unión Europea y las Naciones Unidas, así como de varios países, entre ellos Francia, Israel, Malí, Níger, Senegal y Estados Unidos.